# Spea hammondii
A Spea hammondii a kétéltűek (Amphibia) osztályának békák (Anura) rendjébe és a lapátlábúbéka-félék (Scaphiopodidae) családjába, azon belül a Spea nembe tartozó faj.

## Nevének eredete
Nevét William Alexander Hammond amerikai katonaorvos és neurológus tiszteletére kapta.

## Előfordulása
A Spea hammondii az Amerikai Egyesült Államok Kalifornia államának nyugati területein, valamint Mexikó Alsó-Kalifornia tagállamának északnyugati részén honos. Homokos területeken vagy laza talajú területeken fordul elő, elsősorban vízmosásokban, mezőkön és nyílt síkságokon.

## Megjelenése
A Spea hammondii közepes méretű békafaj, a felnőtt egyedek testhossza eléri a 65  mm-t. Bőre laza, gerince mentén apró gumókkal. Feje ugyanolyan széles, mint a teste, lekerekített, felfelé dőlő pofával és nagy, kidülledt szemekkel. A parotoid mirigyek kicsik, nem kivehetők. A mellső és hátsó végtagok rövidek és zömökek, a mellső lábak felső felén gumókkal. Ujjai között jól fejlett úszóhártya található. A fő megkülönböztető jegyek a mindkét sarkán található egyetlen félkör alakú fekete „ásó” (keratinizálódott belső lábközépcsontdudor) és a függőleges pupillák.
A hát alapszíne a világoszöldtől a szürkéig terjed, elszórtan sötétebb foltokkal. A kloáka mindkét oldalán általában egy-egy világos színű foltpár található. A testén fejlődött gumók a narancssárgától a kissé vörösig terjedő színűek lehetnek. Általában egy pár világos színű paravertebrális csík van jelen, amely a szemek mögött húzódik. Hasa fehéres vagy krémsárga színű.

## Életmódja
A párzási időszakon kívül a Spea hammondii ideje nagy részét a föld alatt, az odúiban tölti. Többnyire éjszakai életmódot folytat, de a téli és tavaszi esőzések után nappal is hallani lehet a hangját. A párzás december végétől május közepéig tart.  Szaporodása hirtelen következik be, a nyári esőzéseket és az azt követő ideiglenes pocsolyákat használják ki gyorsan a párzásra. Párzási hangjuk egy hangos, 0,5-1 másodpercig tartó horkantásból áll. Egyetlen nőstény több mint 600 petét rakhat, amelyeket a növényzethez rögzít. A fejlődés rendkívül gyors lehet, a kikelésre mindössze öt nap alatt kerülhet sor.
Az ebihalak színe a világosszürkétől a sötétzöldesbarnáig terjed, krémszínű alappal és áttetsző farokkal. A lárvák gyors növekedési üteműek, jellegzetességük, hogy hajlamosak függőlegesen lógni a vízben, és levegőt szívni, vagy a felszíni anyagokkal táplálkozni. A lárvák ragadozók, megfigyelték, hogy más fajok ebihalait, illetve rokon fajú ebihalakat zsákmányolnak. A kifejlett állatok tápláléka főként ízeltlábúakból áll.

## Természetvédelmi helyzete
A vörös lista a mérsékelten fenyegetett fajok között tartja nyilván. Populációja csökkenő tendenciát mutat. A faj számára a mezőgazdaság, az aszály, az invazív fajok, és a lakott területek jelentenek veszélyt. 
A Spea hammondii őshonos élőhelyének mintegy 80%-át elvesztette Kalifornia déli részén. A megmaradt időszakos tavacskáknak nagy része, amelyekre szaporodásukhoz támaszkodnak, védett közterületeken vagy természetvédelmi területeken található. Megfigyelték, hogy kihasználják az ember által létrehozott állóvízforrásokat, például az út menti árokpartokat, a szarvasmarha-itatókat és a mesterséges medencéket. Vizsgálják a faj felvételét a veszélyztetett fajokról szóló 1973-as törvény listájára. 